# Under Control (Cary Brothers)
Under Control è il secondo album studio del cantautore statunitense Cary Brothers, pubblicato nel 2010.

## Tracce
Testi e musiche di Cary Brothers e Bill Lefler, tranne dove indicato.
1. Ghost Town – 3:43
2. Under Control – 4:14
3. Break Off the Bough – 4:20
4. After the Fall – 4:30
5. Someday – 4:35
6. Belong – 4:15 (Cary Brothers)
7. Over & Out – 3:42
8. Alien – 4:42
9. Something About You – 3:46 (Wally Badarou, Philip Gabriel Gold, Rowland Charles Gould, Mike Lindup)
10. Can't Take My Eyes Off You – 4:14 (Cary Brothers)

## Formazione
- Cary Brothers chitarra acustica ed elettrica, pianoforte, voce
- Jessica Catron - violoncello
- Craig "The Regulator" Frank - ingegnere del suono
- Laura Jansen - voce
- Jason Kanakis - chitarra elettrica
- Lawrence Katz - chitarra elettrica
- Oliver Kraus - violoncello
- Bill Lefler - basso, batteria, chitarra elettrica, tastiere, sintetizzatore
- Danny Levin - corno
- Konrad Meissner - batteria
- Brandon Walters - chitarra elettrica